# Голубєв Денис Григорович
Дени́с Григо́рович Го́лубєв (12 березня 1983 — 7 лютого 2015) — прапорщик Збройних сил України, учасник російсько-української війни.

## Життєвий шлях
Закінчив Вільногірську ЗОШ № 5, у 2004 році — Севастопольський військово-морський коледж, мічман. Від 2005 року працював на підприємстві «Кримський Титан», Вільногірська філія, слюсар з контрольно-вимірювалних приладів та автоматики. У 2012 році закінчив Державний вищий навчальний заклад «Національний гірничий університет» і отримав повну вищу освіту за спеціальністю" Інформаційні управляючі системи та технології" та здобув кваліфікацію професіонала в галузі обчислювальних систем.
З серпня 2014-го — в лавах ЗСУ, командир відділення зв'язку, 17-та окрема танкова бригада.
7 лютого 2015-го загинув під час мінометного обстрілу взводного опорного пункту поблизу Станиці Луганської. Тоді ж загинули сержант Вадим Рубцов та молодший сержант Євген Чіндяскін.
Без чоловіка залишились: вагітна на той час дружина, мати та брат.
Похований у місті Вільногірськ 12 лютого 2015-го.

## Нагороди
За особисту мужність і героїзм, виявлені у захисті державного суверенітету та територіальної цілісності України, вірність військовій присязі під час російсько-української війни, відзначений — нагороджений
- орденом «За мужність» III ступеня (посмертно)